# Stenonemobius bicolor
Stenonemobius bicolor är en insektsart som först beskrevs av Henri Saussure 1877.  Stenonemobius bicolor ingår i släktet Stenonemobius och familjen syrsor.

## Underarter
Arten delas in i följande underarter:
- S. b. bicolor
- S. b. ponticus